# サンダルバッヂ
サンダルバッヂ（サンダルバッヂ）は、日本のロックバンド。

## 来歴
2002年3月ユニバーサルミュージックよりシングル「思ヒ空」にてメジャーデビュー。その後、同レーベルより4枚のシングルと2枚のアルバムを発表。メジャー後は地道なインディーズ活動を続け、2012年4月全国発売音源をたずさえ10年振りの復活を果たす。
サンダルバッヂの中心人物であるVo.赤松クニユキは四国は愛媛県宇和市吉田町出身で、瀬戸内海特有の暖かさと明るさそして日本古来の抒情性を帯びた言葉を駆使し、我々が日々に生きる刹那を歌う。
高校時代は甲子園の常連校、宇和島東高等学校野球部に所属（在籍時に選抜全国制覇を経験）。
卒業後航空自衛隊に入隊。その後、ガソリンスタンドで働きながらメジャーデビューを果たし、当時“ワーキングヒーロー”と謳われていた彼のガソリンスタンドマンとしての経歴は今にも至り、日々リーダーシップをとりながら一緒に働くスタッフとともに今日も業界優秀店舗のタイトル獲得に意欲を燃やしている。
近年、赤松クニユキ･岡田年世･小野一の3ピースで活動していたが、今作から新たなるメンバーとしてキーボードに南健太を迎え、新生サンダルバッヂとして2012年4月メジャーデビュー後10年という長い歳月を得て熟成された、彼らのライフワークである音楽活動の集大成-オリジナル・アルバム「色あい」を発表する。
2014年11月には4枚目のアルバム「noise」を発表。
2019年3月24日にアルバム「サラバ」参加メンバーによる一夜限りの復活ライブを開催する。

## ディスコグラフィ
アルバム
| 枚  | リリース日     | タイトル       |
| --- | -------------- | -------------- |
| 1st | 2002年10月30日 | サンダルバッヂ |
| 2nd | 2003年9月3日   | サラバ         |
| 3rd | 2012年4月11日  | 色あい         |
| 4th | 2014年10月11日 | noise          |

## メンバー
詳細は「赤松クニユキ」を参照

### アルバム「サンダルバッヂ」参加メンバー
- 赤松クニユキ（あかまつ くにゆき、1971年12月23日 - ）-唄、ギター、ハモニカ、リコーダー、パーカッション。ハンチング帽がトレードマーク。
- 山野直人（やまの なおと）-エレクトリックギター
- 青木義治（あおき よしはる）-ベースギター
- 原文雄（はら ふみお）-鍵盤
- 岡田年世（おかだ としよ）-ドラム、パーカッション
- 高橋良一（たかはし りょういち）-パーカッション

### アルバム「サラバ」参加メンバー
- 赤松クニユキ-ボーカル、コーラス、エレクトリックギター
- 山野直人-エレクトリックギター
- 青木義治-ベースギター
- 横野義啓（よこの よしひろ）-ドラム
- 原文雄-鍵盤

### アルバム「色あい」参加メンバー
- 赤松クニユキ-ボーカル、ギター
- 小野一（おの はじめ）-ベース
- 岡田年世-ドラム
- 南健太（みなみ　けんた）-キーボード

### アルバム「noise」参加メンバー
- 赤松クニユキ-唄、エレクトリックギター
- 小野一-ベースギター
- 丸尾和正（まるお かずまさ）-ドラム
- 岡田年世-ドラム